# Bunobrontops savagei
Bunobotrops savagei — вимерлий вид непарнокопитних ссавців родини Бронтотерієві (Brontotheriidae). Вид описаний по ізольованих верхньому і нижньому молярах з формації Пондаунг, біля села Бахін (Пале, М'янма). Залишки датуються середнім еоценом (шарамуруній, 40,4-37,2 млн років тому).

## Опис
Bunobrontops являв собою середнього розміру бронтотерія. Незважаючи на фрагментарність знахідок Bunobrontops, його зуби чітко відрізняються від зубів інших відомих бронтотеріїд. На них зберігається ряд плезіоморфних рис: брахідонтний ектолоф, сильно виражені ребра верхніх і нижніх молярів, паракон і метакон округлі з язикового боку, зберігається малий параконуль і металофовідний хребет гіпокона на М2, короткий і широкий m3. На молярах відсутня центральна ямка і переднеязичний поясний горбок. До апоморфних ознак належать поясний виступ на парастилі і ектолоф, спрямований в язикову сторону. Емаль із зубного боку ектолофа верхніх молярів має таку ж товщину, як і з губної сторони.

## Еволюційні зв'язки
Особливості будови зубів вказують на проміжне положення роду між Palaeosyops і більш прогесивними представниками родини бронтотерієвих.